# Rosentärna
Rosentärna (Sterna dougallii) är en vida spridd men lokalt förekommande vadarfågel i familjen måsfåglar. Till utseendet är den mycket lik fisktärna och silvertärna. Namnet har den fått efter den rosafärgade nyansen på undersidan hos adulta fåglar i häckningsdräkt. IUCN kategoriserar arten som livskraftig.

## Utseende och läte

### Utseende
Rosentärnan mäter 33–36 centimeter och har ett vingspann på 67–76 centimeter. Arten kan exempelvis förväxlas med silvertärna, fisktärna och kentsk tärna. Näbben är karaktäristiskt svart med rött längst in, vilket breder ut sig under häckningssäsongen och är mer utbrett i underarterna i tropikerna och på södra halvklotet. Stjärtspröten är väldigt långa och böjliga och benen orangeröda. 
Den är mer kortvingad och har snabbare vingslag än både fisktärna och silvertärna. Vingens ovansida är ljust grå och undersidan vit. I flykten är den därför väldigt ljus, som en liten kentsk tärna. Sommartid får adulta fåglar en rosafärgad nyans på undersidan vilket gett fågeln dess namn. 
Vintertid har rosentärnan vit panna och svart näbb. I juvenil dräkt har den ett fjälligt utseende likt unga kentska tärnor, men det svarta är mer utbrett på hjässan.

### Läte
Rosentärnan har två lockläten, dels ett snabbt och tvåstavigt "tjivvick!", lite likt svartsnäppans lockläte, dels ett skrovligt "krrahk".

## Systematik och utbredning

Utbredningskarta:
Häckningsområde
Året runt
Icke-häckning

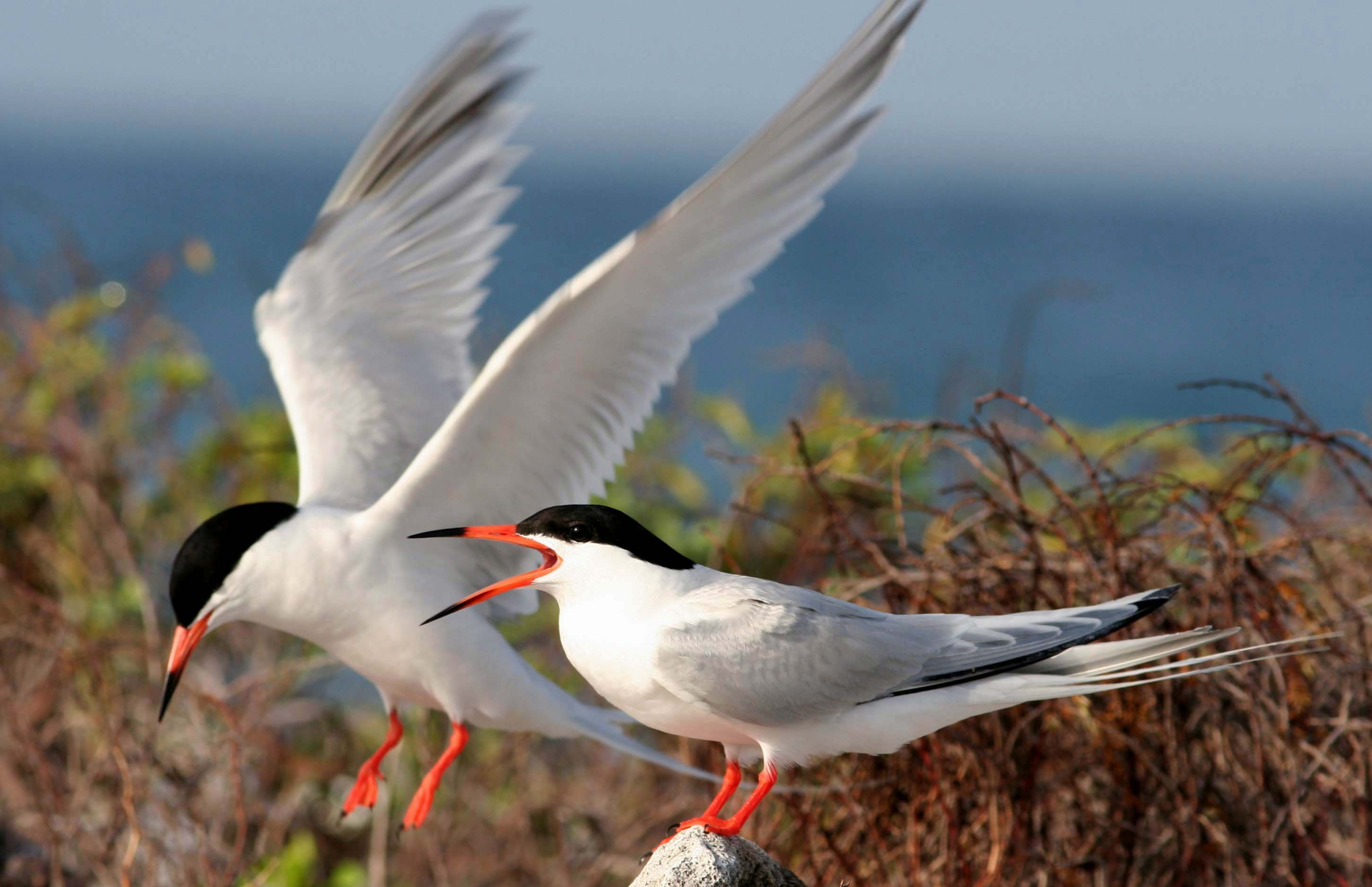
Adulta rosentärnor i häckningsdräkt.

Rosentärnan beskrevs vetenskapligt av den brittiska överstelöjtnanten och amatörforskaren George Montagu 1813, som Sterna Dougallii. Artens vetenskapliga namn hedrar den skotska läkaren och samlaren Dr Peter McDougall (1777–1814).
Rosentärnan är vida spridd i stora delar av världen, men samtidigt lokalt förekommande. Fem underarter brukar urskiljas, med olika geografisk utbredning och något olika utseende, främst i fråga om näbbfärg: 
- Sterna dougallii arideensis (Mathews, 1912) – förekommer på Seychellerna och Madagaskar
- Sterna dougallii bangsi (Mathews, 1912) – förekommer från Malackahalvön och österut till Japan
- atlantrosentärna[8] Sterna dougallii dougallii – häckar längs med Atlantkusterna i Nordamerika och Europa och övervintrar i Karibien respektive Västafrika
- Sterna dougallii gracilis (Gould, 1845) – förekommer i Australien
- Sterna dougallii korustes ((Hume, 1874) – förekommer från Indien till Malackahalvön, men påträffas ända bort till Japan

Genetiskt står rosentärnan närmast vitpannad tärna (S. striata) och vidare svartnackad tärna (S. sumatrana).

### Rosentärnan i Sverige
Med endast två fynd är rosentärnan en mycket sällsynt gäst i Sverige. Första gången sågs den utanför Kristinehamn i Värmland i juni 1949, därefter 65 år senare 2014 i östra Skåne.

## Levnadssätt

### Häckning
| Rosentärnans bo med ägg, typiskt undanskymt. |  | Ägg av nominatformen. |
| Rosentärnans bo med ägg, typiskt undanskymt. |  | Ägg av nominatformen. |

Arten häckar i kolonier i klippskrevor vid kuster och på öar, tillsammans med andra tärnarter, som silvertärna och fisktärna och utnyttjar deras aggressiva försvar av bona. Själv är rosentärnan inte särskilt aggressiv. Under parningsritualen erbjuder hanen honan nyfångad fisk. Den lägger vanligtvis ett till två äggen, men sällsynt även tre.

### Föda

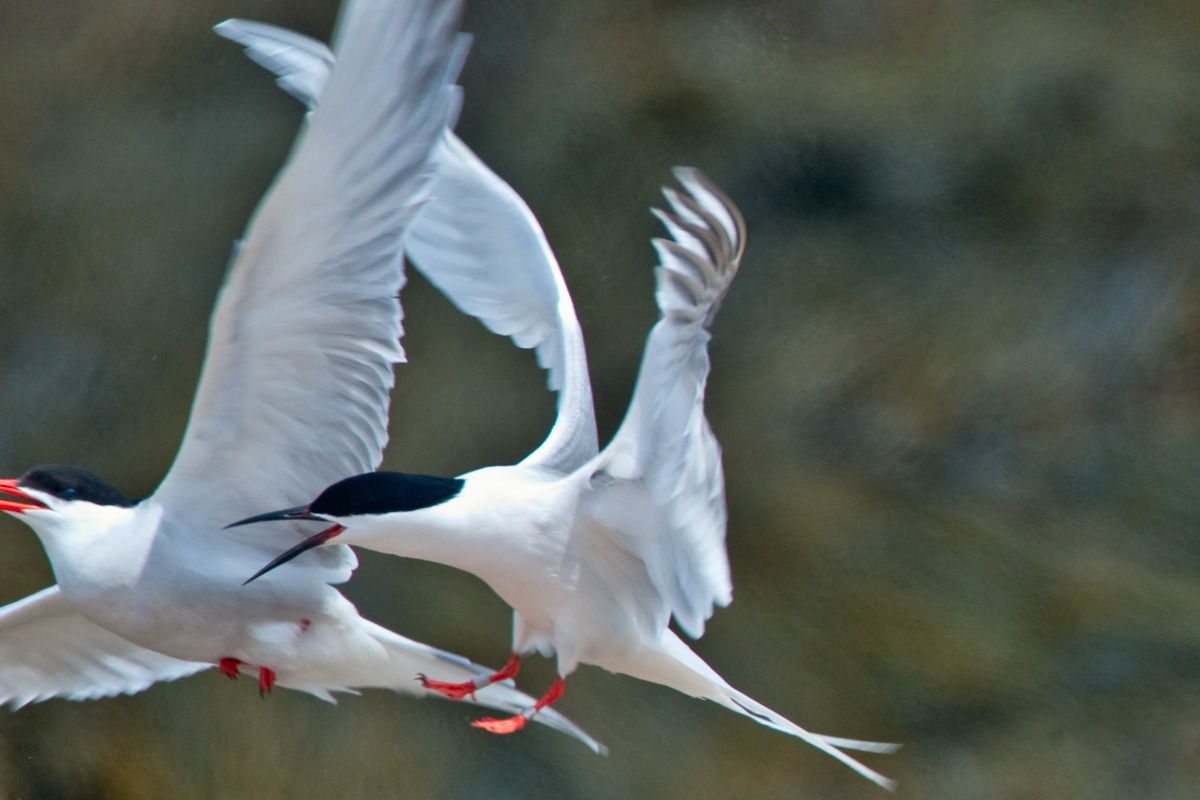
Rosentärna som mobbar en fisktärna.

Precis som andra tärnor livnär sig rosentärnan genom att dyka efter fisk. Den är dock mer havsbunden än många andra tärnor och besöker sötvattenslaguner utmed kusten enbart för att bada – inte för att fiska. Den dyker oftast direkt och inte i steg som silvertärnan, typiskt snett ner i vattnet. 
Till skillnad från andra tärnor beter sig rosentärnan ibland som labbar och stjäl fisk från andra sjöfåglar, så kallad kleptoparasitism – i brittiska häckningskolonier oftast från lunnefåglar. Detta ökar deras möjlighet att få tag i föda under dåligt väder när fisken simmar djupare utom räckhåll för dykande tärnor men fortfarande nåbart för lunnefåglar som dyker djupare.

## Status och hot
Under 1800-talet jagades fågeln för sina stjärtfjädrar som användes till hattdekorationer. Under senare tid har rosentärnan minskat i vissa områden på grund av konkurrens och predation av trutar. Av människan konstruerade bolådor har visat sig vara väldigt betydelsefulla för beståndet av rosentärna. Eftersom arten gärna häckar lite undanskymt har de villigt anammat bolådorna. Lådorna ger dem skydd från predatorer som gråtrut och har därför förbättrat överlevnaden för ungfåglarna. Vid en koloni på Coquet Island i Northumberland, England steg beståndet från 25 par 1997 till 92 par 2005 efter att bolådor introducerats. 
I Storbritannien står rosentärnan under skyddet från Biodiversity Action Plan. I Kanada kategoriseras arten som hotad av The Canadian Wildlife Service. Amerikanska Department of Interior listar den nordöstra populationen av rosentärna som starkt hotad och den karibiska som hotad. Globalt placeras rosentärnan i kategorin livskraftig av IUCN och betraktas därför inte som hotad. Eftersom fågeln är så lokalt förekommande trots sin vida utbredning är världspopulationen relativt liten, uppskattad till 160 000 individer.